# 马堽集镇
马堽集镇，是中华人民共和国河南省信阳市固始县下辖的一个乡镇级行政单位。

## 歷史沿革
明代分属春河里、马冈里、会光里。清分属清河里、李集里、西曲里和新民里。民国初属马堽区。1940年分属革新乡、民族乡。民国期间，今曾营、蔡楼、柳沟沿村的部分地面先后属潢川县东次区、文河乡插花地。商城县鄢岗乡的部分地面在1949年以前属固始县。1948年先后属临时设置的商潢固县、潢固县。全境至1949年建马堽、张官、会光、郭楼、新集等小乡，属胡祖铺区。1956年改建马堽中心乡和张官中心乡。1958年设马堽等管理片，属跃进（大）公社（驻胡族铺），1959年属胡族（大）公社。1961年建马堽（小）公社，部分地面属春河、迎河集（小）公社，属胡族管理区。1962年统建马堽公社。1983年改设马堽集乡。2024年12月11日，撤销马堽集乡设立马堽集镇，原辖行政区域和政府驻地不变。

## 行政区划
马堽集镇下辖以下地区：
街道社区、徐寨村、会光村、柳沟村、桥口村、高庄村、新集村、张官村、姚楼村、沈营村、姚寨村、吴集村、宋蜂笼村、曾营村、熊营村、蔡楼村和郭楼村。